# Eublemma nigrivitta
Eublemma nigrivitta is een vlinder van de familie van de spinneruilen (Erebidae). De wetenschappelijke naam van deze soort is voor het eerst voorgesteld door George Francis Hampson in een publicatie uit 1902.

## Verspreiding
De soort komt voor in Somalië, Malawi, Namibië, Botswana, Zimbabwe en Zuid-Afrika.

## Waardplanten
De rups leeft op Acacia hirtella (Fabaceae).